# Rosa foliolosa
Rosa foliolosa es una especie de planta del género Rosa, de la familia Rosaceae.

## Taxonomía
Rosa foliolosa fue descrita por Nutt. ex Torr. y A. Gray en 1840.

## Distribución
Se encuentra en el territorio de Arkansas, Kansas, Oklahoma y Texas.